# Protopselaphus frogneri
Protopselaphus frogneri (лат.) — вид жуков-стафилинид рода Protopselaphus. Видовое название дано в честь Карла Фрогнера (Dr. Karl Frogner), участвовавшего в сборе типовой серии нового вида.

## Распространение
Юго-Восточная Азия: Малайзия.

## Описание
Мелкие коротконадкрылые жуки, длина тела менее 2 мм. От близких видов отличается следующими признаками: скутеллюм без вдавление; надкрылья короткие, равны 1,6 от длины пронотума и вместе примерно на 1/4 шире своей длины; мезостернальный межтазиковый выступ длинный, мезостернальная длина более чем 0,4 x мезо-метастернальной длины. Основная окраска тела желтовато-коричневая. Усики 11-члениковые, последние три членика крупные и образуют расширенную булаву. Нижнечелюстные щупики состоят из 4 сегментов, нижнегубные щупики 3-члениковые. Глаза округлые, многофасеточные, выступающие. Переднеспинка овальная с полностью закругленными боковыми краями. Надкрылья относительно длинные, с параллельными сторонами и слегка закругленными задними краями. Ноги тонкие.